# Burgruine Eibenstein

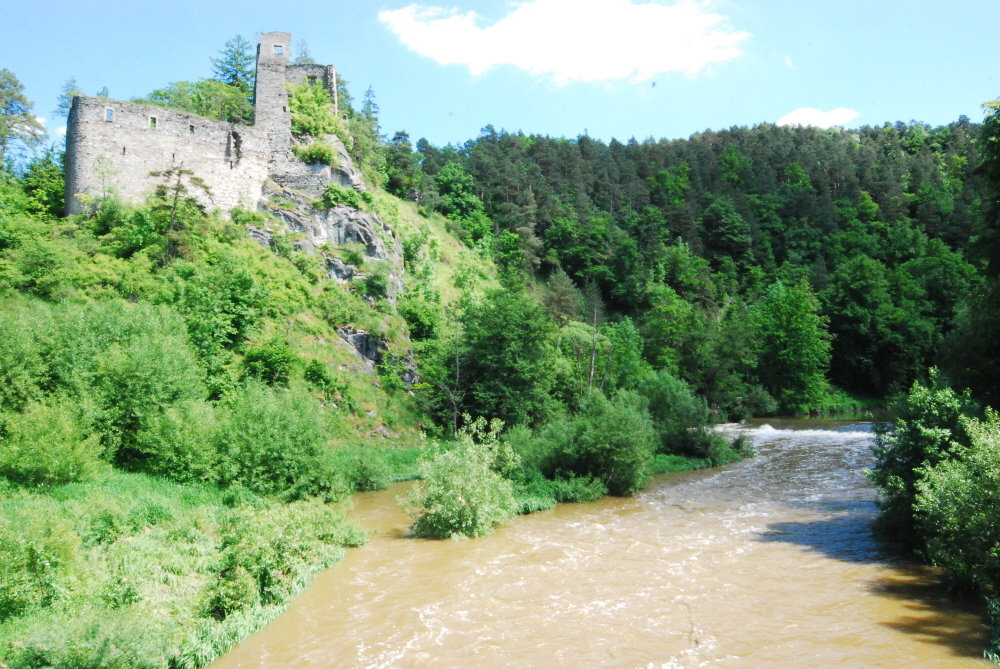
Burgruine Eibenstein an der Thaya

Die Ruine Eibenstein ist die Ruine einer Höhenburg in Eibenstein im Bezirk Waidhofen an der Thaya in Niederösterreich. 

## Geschichte
Die 1194 erstmals urkundlich erwähnte Burg wurde am 24. April 1543 an die Gebrüder Christoph und Erasmus von Schneckenreith oder Schneckenreither verkauft. Diese Familie starb 1569 aus. Zu einem unbekannten Zeitpunkt kam die Burg zur Herrschaft Drosendorf und steht heute im Besitz der Familie Hoyos.
Da Georg Matthäus Vischer die Ruine Eibenstein im Gegensatz zu zahlreichen anderen Baulichkeiten in der näheren Umgebung nicht bildnerisch festgehalten hat, hält es der Heimatforscher Franz Xaver Kießling für theoretisch möglich, dass die Burg zu dessen Lebzeiten bereits verödet war. Während des Dreißigjährigen Krieges soll die Burgruine jedoch zumindest vorübergehend bewohnt worden sein.
In verschiedenen Sagen wird der letzte Besitzer der Burg Eibenstein mit dem Templerorden in Verbindung gebracht und die Burg schließlich von rebellischen Bauern verwüstet.

## Lage
Die Ruine Eibenstein liegt am Südufer der Thaya gegenüber der Ortschaft Eibenstein mit der Pfarrkirche zum Heiligen Ägidius. Große Teile der Nordmauer der Burg sollen im Jahr 1867 über die steile Felswand in die Thaya gestürzt sein.